# Ziemlica
Ziemlica (ukr. Землиця) – nieistniejąca polska wieś, do 1939 r. położona na terenie gminy Korytnica, powiat włodzimierski, województwo wołyńskie. Położona ok. 44 kilometrów (41 wiorst) od Włodzimierza.

Wieś założona w połowie XVIII w. przez osadników przybyłych z Mazowsza.

## Populacja
W 1895 r. miejscowość liczyła 223 mieszkańców, w 1902 r. liczyła 39 domostw i 269 mieszkańców, natomiast w 1933 r. we wsi znajdowało się 65 gospodarstw. Pod koniec istnienia, w 1943 r. wieś liczyła około 140 gospodarstw.

## Religia
Ziemlica należała do diecezji łuckiej, dekanatu kowelskiego, początkowo do parafii Trójcy Przenajświętszej w  Lubomlu, następnie od 1921 r. przynależała do nowoerygowanej parafii pw. św. Mikołaja w Bindudze. Na terenie znajdowała się drewniana kaplica oraz cmentarz rzymskokatolicki. 
We wsi funkcjonowała żeńska sekcja Stowarzyszenia Młodzieży Polskiej (od 1931 r. jako Akcja Katolicka). 

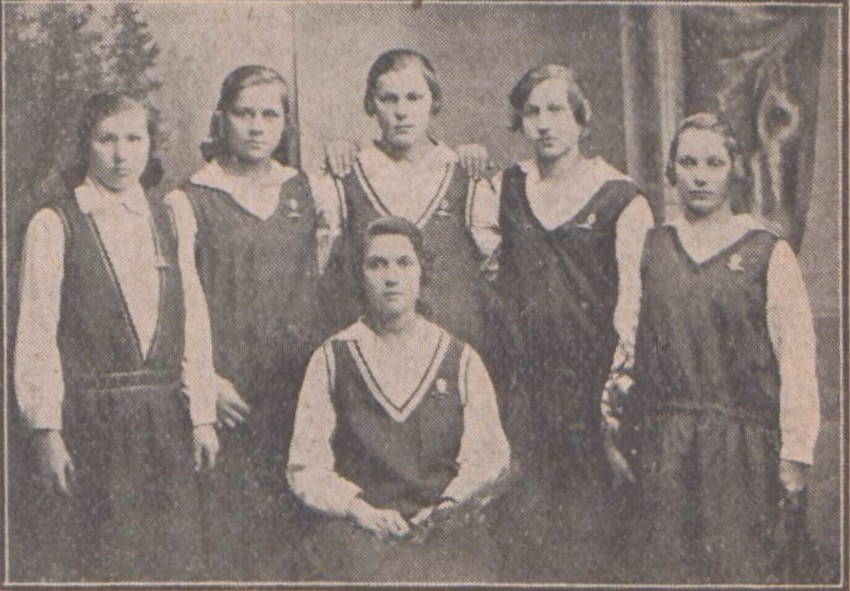
Zarząd żeńskiego Stowarzyszenia Młodzieży Polskiej w Ziemlicy.

## Zbrodnia UPA w Ziemlicy
W niedzielę, 22 sierpnia 1943 r. wieś została okrążona i ostrzelana przez nacjonalistów ukraińskich należących do Ukraińskiej Powstańczej Armii (UPA). Nie doszło jednak do masowych mordów, ponieważ bandyci z UPA zamierzali zaatakować kaplicę podczas nabożeństwa, gdy wewnątrz zgromadziłoby się najwięcej mieszkańców. Tego dnia jednak msza w Ziemlicy nie odbyła się, ponieważ proboszcz parafii pw. św. Mikołaja w Bindudze, ksiądz Ignacy Pożerski, musiał wyjechać. Napastnicy udali się w stronę wsi, po drodzę mordując kilka osób, w tym pastucha wiejskiego oraz kobietę w połogu wraz z narodzonym dzieckiem, która odmówiła oddania mienia. Została zarekwirowana żywność oraz odzież . 
Po tym zdarzeniu, znaczna część mieszkańców postanowiła uciec ze wsi i wyjechała do wsi Bystraki, skąd dzięki pomocy Niemców przeprawiła się do znajdującej się naprzeciwko na lewym brzegu Bugu Dubienki. 

W kolejną niedzielę, 29 sierpnia 1943 r. wieś została ponownie zaatakowana przez Ukraińców ze wsi Mosur, Pustynka, Stawki i Staweczki pod przewodnictwem oddziału UPA "Zucha" wchodzącego w skład kurenia "Łysego", odpowiedzialnego za mordy ludności polskiej w rejonie nadbużańskim. Mieszkańcy wsi byli mordowani poprzez rąbanie siekierami, szpadlami i kłucie widłami. Dzieci nabijano na zaostrzone kołki i wrzucano do studni. Jedną z kobiet dwóch Ukraińców podniosło na widłach i wrzuciło do dołu. 
Do wsi Mosur spędzono wszystkich mieszkańców okolicznych miejscowości z toporami i widłami, którym druże Zuch wyjaśnił, że pod przewodnictwem jego uzbrojonego oddziału pójdą do wsi Ziemlica, aby rozprawić się z Polakami, i wymagał od nich, żeby byli bezlitośni wobec wszystkich, kogo zastaną w tej miejscowości. W nocy okrążono wieś, a o świcie zebrano wszystkich mieszkańców w centrum miejscowości. Starców, dzieci i chorych, którzy nie mogli samodzielnie się poruszać, zabijali na miejscu i wrzucali do studni. Spędzonym do centrum kazali kopać dla siebie groby, a następnie przystąpili do ich zabijania przez uderzenie siekierą w głowę. Tego, kto próbował uciekać, zabijali z broni. Wszyscy mieszkańcy wsi Ziemlica zostali zlikwidowani, mienie zabrano dla UPA, budynki spalono.  

Meldunek dowódcy kurenia "Łysego" z września 1943 r. opisujący atak na Ziemlicę. 
Pomordowani zostali zakopani w dwóch zbiorowych mogiłach na terenie wsi, na posesji rodziny Błaszczuków oraz na posesji Władysława Wawryszuka. Mogiły zostały wykopane przez ofiary przed ich zarąbaniem siekierami. Drewniana kaplica oraz większość domów we wsi zostały spalone, a pozostałe zniszczone i splądrowane. 
Ocaleni mieszkańcy wsi uciekli do wsi Bystraki, gdzie również przeprawili się na lewy brzeg Bugu do Dubienki. Na drugi dzień po rzezi do Ziemlicy wyprawił się organizowany w tym czasie w Dubience oddział partyzancki AK ppor. Stanisława Witamborskiego ps. "Mały" (podległy Obwodowi AK Hrubieszów) w liczbie 40 ludzi. Oddział odnalazł 10 ukrytych żywych ludzi oraz zwłoki 10 zamordowanych, którzy zostali pochowani na cmentarzach rzymskokatolickich w Bindudze oraz w Dubience. Dokładna liczba oraz nazwiska osób pochowanych na cmentarzu w Bindudze nie są znane, gdyż pochówków nie upamiętniono.   